# بيزارد سابوفيتش
بيزارد سابوفيتش (بالسويدية: Besard Sabovic) (5 يناير 1998 بستوكهولم في السويد - ) هو لاعب كرة قدم سويدي في مركز الوسط. لعب مع نادي يورغوردينس.

## روابط خارجية
- بيزارد سابوفيتش على موقع الاتحاد الأوربي (الإنجليزية)
- بيزارد سابوفيتش على موقع اتحاد السويد (السويدية)
- بيزارد سابوفيتش على موقع اتحاد تركيا (لاعب) (الإنجليزية)
- بيزارد سابوفيتش على موقع الدوري الأمريكي (الإنجليزية)
- بيزارد سابوفيتش على موقع قاعدة بيانات كرة القدم.إي يو (الإنجليزية)
- بيزارد سابوفيتش على موقع ليكيب (الفرنسية)
- بيزارد سابوفيتش على موقع Soccerbase.com (لاعب) (الإنجليزية)
- بيزارد سابوفيتش على موقع Soccerway.com (الإنجليزية)
- بيزارد سابوفيتش على موقع عالم كرة القدم.نت (الإنجليزية)